# Hueihuén de Ancud
El Conjunto Folclórico Hueihuén de Ancud es un conjunto folclórico chileno fundado el 31 de octubre de 1987 en la ciudad de Ancud, ubicada en el archipiélago de Chiloé, Región de Los Lagos. Su misión es rescatar, preservar y difundir las expresiones tradicionales del folclor chilote, mediante la interpretación de música, danzas, cantos y creaciones originales inspiradas en la cultura local.

## Historia
El conjunto fue creado con el propósito de mantener viva la herencia cultural del pueblo chilote. Desde sus inicios, ha integrado a familias completas en su trabajo artístico, promoviendo la transmisión generacional del conocimiento musical y dancístico. A lo largo de sus más de tres décadas de trayectoria, ha sido parte activa del movimiento folclórico en la zona sur de Chile.
El nombre Hueihuén proviene del mapudungun y puede traducirse como "cerro que silva", otra traducción puede ser "viento que sopla o viento meridional" 

## Repertorio y estilo
Hueihuén de Ancud combina la interpretación de repertorio tradicional con composiciones propias. Entre los autores más destacados asociados al conjunto se encuentran Rebeca Segura y Richard Vargas. Su estilo se caracteriza por el uso de instrumentos tradicionales, el canto en vivo y coreografías basadas en danzas auténticas de Chiloé.
Uno de los temas más emblemáticos del conjunto es Río Pudeto, considerado una de las piezas más representativas de su repertorio. 

## Actividades
El conjunto ha participado en diversos encuentros folclóricos, muestras costumbristas, peñas y actividades conmemorativas en Ancud y otras comunas del archipiélago, así como en eventos nacionales. Estas participaciones han contribuido a difundir la cultura chilota en distintos escenarios.